# Издателство на БАН „Проф. Марин Дринов“
Издателство на БАН „Проф. Марин Дринов“ е издателско-полиграфическият комплекс към Българската академия на науките. Специализирано е в издаването на научна и научнопопулярна литература, речници, справочници и енциклопедии, научна периодика (научни списания и годишници), учебници и биографични и библиографски произведения и каталози.

## История
Още с основаването на Българското книжовно дружество започва и издателската му дейност. Първите действителни членове Дружеството, Марин Дринов и Васил Друмев, са организатори и редактори на изданията. Първата книжка на „Периодическо списание на Българското книжовно дружество“ излиза през 1870 г. в Браила, Румъния (печатница „Триъгълник“). До 1949 г. Книжовното дружество разгръща значителна издателска дейност, преодолявайки много трудности поради липса на собствено издателство и печатница.
Като книгоиздателство с печатница и книговезница, част от Българската академия на науките, издателството съществува от 1949 г. съгласно Устава на Академията, приет в Общото събрание на 27 – 28 февруари и влязъл в сила на 1 март същата година.
По случай 125-годишнината от създаването на Българското книжовно дружество, през 1994 г. издателството е преименувано на Академично издателство „Марин Дринов“, а през 2014 г. името отново е променено на Издателство на БАН „Проф. Марин Дринов“.
Към 2019 г. директор на издателството е Димитър Радичков, син на писателя Йордан Радичков.

## Периодични издания
Издателството на БАН издава и отпечатва шест периодични издания, определени като общоакадемични:
Научни издания
- „Доклади на БАН“
- „Списание на БАН“
- „Информационен бюлетин на БАН“[3]
- „Papers of BAS. Humanities and Social Sciences“[4] (излиза само на английски език)

Научнопопулярни списания
- „Природа“
- „Техносфера“.

Освен тях се издават и отпечатват 24 списания на научни звена на БАН с общ тираж 10 828 броя (данни към 2016 г.).